# Hans Peter Schmitz (Politiker, 1937)
Hans Peter Schmitz (* 21. Mai 1937 in Geilenkirchen) ist ein deutscher Landwirt und Politiker (CDU).

## Leben und Beruf
Nach dem Besuch der Volksschule absolvierte Schmitz eine landwirtschaftliche Ausbildung, die er mit der Landwirtschaftsprüfung abschloss. Er besuchte die landwirtschaftliche Fachschule, beendete diese mit der Abschlussprüfung und nahm anschließend eine Tätigkeit als selbständiger Landwirt in Baesweiler auf. Daneben engagierte er sich in der Landjugend und im Genossenschaftswesen.
Schmitz ist verheiratet und hat drei Kinder. Sein Sohn Hendrik Schmitz ist CDU-Landtagsabgeordneter.

## Partei
Schmitz schloss sich 1955 der Jungen Union (JU) an und war Kreisvorstandsmitglied der JU Geilenkirchen-Heinsberg. Er trat in die CDU ein und wurde 1971 in den Landesvorstand der CDU Rheinland gewählt. Seit 1986 ist er Vorsitzender des CDU-Kreisverbandes und des CDU-Bezirksverbandes Aachen sowie Mitglied im Landesvorstand der CDU Nordrhein-Westfalen.

## Abgeordneter
Schmitz wurde bei der Bundestagswahl 1972 in den Deutschen Bundestag gewählt, dem er bis 2002 angehörte. Er war von 1972 bis 1983 sowie von 1987 bis 2002 über die Landesliste der CDU Nordrhein-Westfalen ins Parlament eingezogen. Von 1983 bis 1987 vertrat er als direkt gewählter Abgeordneter den Wahlkreis Kreis Aachen.
Von 1990 bis 1994 war er stellvertretender Vorsitzender der CDU/CSU-Bundestagsfraktion und von 1994 bis 1998 Vorsitzender des Ausschusses für Umwelt, Natur und Reaktorsicherheit. Außerdem war er langjähriges ordentliches Mitglied im Vermittlungsausschuss und stellvertretendes Mitglied im Ausschuss für wirtschaftliche Zusammenarbeit und Entwicklung sowie im Haushaltsausschuss.

## Ehrungen
- Bundesverdienstkreuz am Bande
- 1985: Bundesverdienstkreuz I. Klasse
- 2002: Großes Bundesverdienstkreuz